# Yūdai Nagano (Fußballspieler)
Yūdai Nagano (jap. 永野 雄大, Nagano Yūdai; * 22. Januar 1998 in Iizuka, Präfektur Fukuoka) ist ein japanischer Fußballspieler.

## Karriere
Yūdai Nagano erlernte das Fußballspielen in der Jugendmannschaft von Giravanz Kitakyūshū sowie in der Universitätsmannschaft der Hannan University. Seinen ersten Vertrag unterschrieb er 2020 bei seinem Jugendverein Giravanz Kitakyūshū. Der Verein aus Kitakyūshū spielte in der zweiten japanischen Liga, der J2 League. Sein Zweitligadebüt gab er am 10. Juli 2020 im Auswärtsspiel gegen Fagiano Okayama. Hier wurde er in der 79. Minute für Kōken Katō eingewechselt. Am Ende der Saison 2021 stieg er mit dem Verein aus Kitakyūshū als Tabellenvorletzter in die dritte Liga ab.